# Телеграмма Циммермана

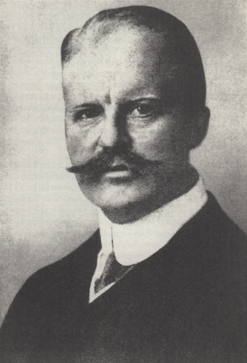
Артур Циммерман

Депеша Циммермана (Телеграмма Циммермана, нем. Zimmermann-Depesche) — телеграмма, посланная министром иностранных дел Германии германскому послу в США[en]. После расшифровки британской разведкой телеграмма была передана американским властям и использована президентом США Томасом Вудро Вильсоном для обоснования объявления войны Германии в ходе Первой мировой войны.
В конце 1916 года министр иностранных дел кайзеровской Германии Артур Циммерман разработал план по привлечению Мексики, находившейся в конфронтации с США, на сторону Германии в случае вступления США в войну.
17 января 1917 года Циммерман послал депешу с изложением подробностей этого плана Иоганну Генриху Бернсторффу, германскому послу в Вашингтоне. В телеграмме сообщалось, что Германия планирует начать тотальную подводную войну против судов Антанты, но постарается, чтобы от нападений германских подлодок не пострадали американские корабли, чтобы у США не было повода нарушить свой нейтралитет.
В случае же, если Вашингтон примет решение о вступлении в войну, послу Германии в Мексике Генриху фон Экхарду (англ. Heinrich von Eckardt) было дано указание связаться с президентом Мексики, чтобы побудить его начать военные действия против США на стороне Четверного союза. В случае победы Германия обещала после войны передать Мексике территории, ранее аннексированные Соединёнными Штатами во время Американо-мексиканской войны — южные штаты Техас, Нью-Мексико и Аризону.
Телеграмма была перехвачена британской разведкой и расшифрована криптографической службой адмиралтейства («Комната 40»). После принятия определённых мер предосторожности дипломатического характера телеграмма была передана в США и 1 марта была опубликована в печати.
Содержание телеграммы Циммермана привело к резкому росту антигерманских настроений в Америке. 6 апреля 1917 года Конгресс США официально объявил войну Германии.

## Текст телеграммы
Мы намерены начать с 1 февраля беспощадную подводную войну. Несмотря ни на что, мы попытаемся удержать США в состоянии нейтралитета. Однако в случае неуспеха мы предложим Мексике: вместе вести войну и сообща заключить мир. С нашей стороны мы окажем Мексике финансовую помощь и заверим, что по окончании войны она получит обратно утраченные ею территории Техаса, Новой Мексики и Аризоны. Мы поручаем вам выработать детали этого соглашения. Вы немедленно и совершенно секретно предупредите президента Каррансу, как только объявление войны между нами и США станет совершившимся фактом. Добавьте, что президент Мексики может по своей инициативе сообщить японскому послу, что Японии было бы очень выгодно немедленно присоединиться к нашему союзу. Обратите внимание президента на тот факт, что мы впредь в полной мере используем наши подводные силы, что заставит Англию подписать мир в ближайшие месяцы.
Циммерман
Оригинальный текст (нем.)Wir beabsichtigen, am ersten Februar uneingeschränkten U-Boot-Krieg zu beginnen. Es wird versucht werden, Amerika trotzdem neutral zu halten. Für den Fall, dass dies nicht gelingen sollte, schlagen wir Mexiko auf folgender Grundlage Bündnis vor. Gemeinsame Kriegführung. Gemeinsamer Friedensschluss. Reichlich finanzielle Unterstützung und Einverständnis unsererseits, dass Mexiko in Texas, Neu Mexico, Arizona früher verlorenes Gebiet zurückerobert. Regelung im einzelnen Euer Hochwohlgeborenen überlassen. Euer Hochwohlgeborenen wollen Vorstehendes Präsidenten streng geheim eröffnen, sobald Kriegsausbruch mit Vereinigten Staaten feststeht, und Anregung hinzufügen, Japan von sich aus zu sofortigem Beitritt einzuladen und gleichzeitig zwischen uns und Japan zu vermitteln. Bitte Präsidenten darauf hinweisen, dass rücksichtslose Anwendung unserer U-Boote jetzt Aussicht bietet, England in wenigen Monaten zum Frieden zu zwingen. Empfang bestätigen.

Zimmermann

## Перехват и расшифровка телеграммы Британией

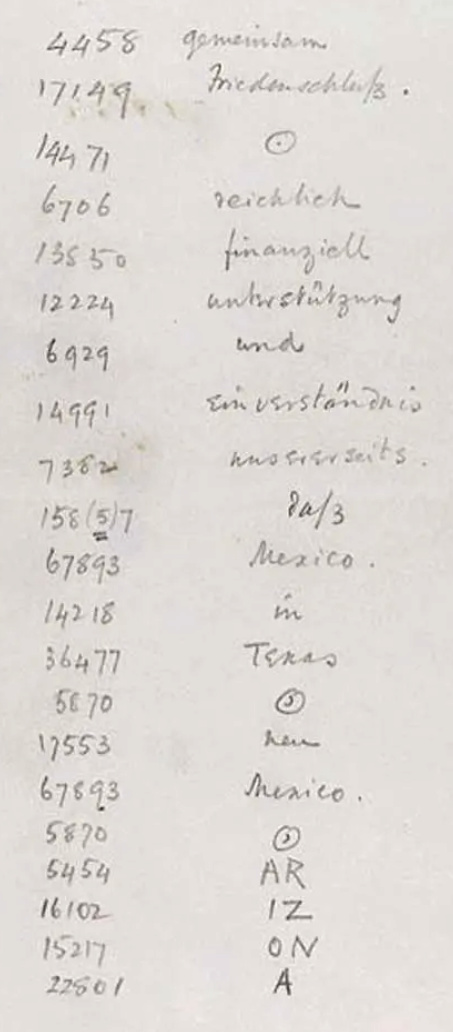
Часть кода телеграммы, расшифрованной Найджелом де Гри. Так как Аризона стала штатом США только в 1912 году, слова Аризона не было в немецкой кодовой книге, и его пришлось делить на слоги

Телеграмма была передана по радио и также по телеграфу под видом дипломатического сообщения через два нейтральных государства: Швецию и Соединённые Штаты. У Германии не было прямого телеграфного доступа к западному полушарию, так как англичане перерубили трансатлантические кабели немцев и уничтожили немецкие передающие станции в нейтральных странах. Всё это вынудило Германию использовать телеграфные каналы Британии и Америки, несмотря на риск перехвата со стороны британской разведывательной службы.
С другой стороны, президент Вильсон разрешил Германии использовать американский дипломатический канал связи в надежде сохранить дружественные отношения между двумя странами и приблизить конец войны. Германия полагала, что эта привилегия позволит ей относительно безопасно отправлять секретные сообщения в западное полушарие, потому что Британия не сможет использовать перехваченное сообщение, не признав, что проверяет дипломатическую почту Соединённых Штатов. Сообщение, переданное этим путём, было отправлено из Берлина немецкому послу в Вашингтон.
Телеграмма была перехвачена сразу после отправки. Криптоаналитики Комнаты 40 Британского Адмиралтейства получили копию для дешифровки. В телеграмме был использован шифр 0075, который был уже частично взломан в Комнате 40. Англичане смогли расшифровывать немецкие коды благодаря сигнальным книгам, захваченным российским флотом на севшем на мель крейсере «Магдебург» и в битве в Финском заливе.
Для британского правительства телеграмма была блестящей возможностью заставить Соединённые Штаты вступить в Первую мировую войну на стороне союзников. Антигерманские настроения в Соединённых Штатах в тот момент были чрезвычайно сильными из-за неограниченной подводной войны немцев. Но для этого Британии надо было решить две большие проблемы: требовалось объяснить американцам, как была получена телеграмма, не раскрыв при этом, что британская разведывательная служба проверяет дипломатическую почту нейтральных стран, а также нужно было дать публичное объяснение того, как текст телеграммы попал к британцам, причем таким образом, чтобы Германия не заподозрила, что её коды были взломаны.

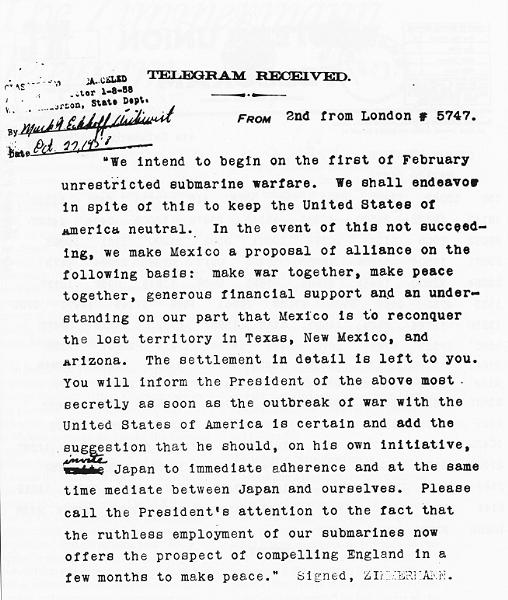
Телеграмма, полностью расшифрованная и переведенная

Британия решила первую проблему, получив шифрованный текст телеграммы из телеграфного отделения в Мексике. Англичане догадались, что немецкий посол из Вашингтона передаст сообщение в Мексику коммерческим телеграфом, поэтому у мексиканского телеграфного отделения окажется копия зашифрованного текста.
«Мистер Х», британский агент в Мексике, подкупил служащего телеграфной компании, таким образом добыв копию сообщения (Томас Хохлер (Thomas Hohler), тогда британский посол в Мексике, в автобиографии признался, что это он и был Мистером Х). Эта копия беспрепятственно могла быть передана американцам. Она была зашифрована кодом 13040, образец которого Британия захватила в Месопотамии, и таким образом к середине февраля у Британии появился полный текст.
Вторую проблему решила придуманная история о том, что дешифрованный текст телеграммы был украден в Мексике (Британия проинформировала США о расшифровке, подкрепив, однако, этот факт историей о краже). Немецкое правительство поддалось на эту уловку и фактически приняло британскую версию о краже и не стало рассматривать возможность взлома кода, вместо этого оно поручило фон Экхарду найти шпиона в посольстве в Мексике.

## Передача телеграммы США
19 февраля Уильям Холл, глава Управления военно-морской разведки Великобритании, в состав которой входила «Комната 40», показал телеграмму секретарю посольства Соединённых Штатов в Великобритании Эдварду Беллу (Edward Bell).

Прочтя депешу Циммермана, Бэлл поначалу, как и предполагалось, счел это уловкой британской секретной службы с целью вовлечь США в войну. Но Холл поклялся честью британского офицера, что депеша подлинная и в конце концов сумел убедить в этом своего американского друга.
20 февраля Холл неофициально посылал копию телеграммы послу США Уолтеру Пейджу. Пейдж встретился с британским министром иностранных дел Артуром Бальфуром и получил шифрованный текст, оригинал на немецком и английский перевод. После этого Пейдж сообщил обо всем президенту США Вудро Вильсону.

## Воздействие на Соединённые Штаты
В это время в США царили антимексиканские и антигерманские настроения. Генерал Джон Першинг долгое время преследовал мексиканского революционера Панчо Вилью, который вместе с отрядом повстанцев совершил несколько нападений на приграничные американские поселения. Мексика, в свою очередь, вела антиамериканскую и в некоторых случаях антиевропейскую политику. Известие о телеграмме усилило напряжённость в отношениях США и Мексики.
С другой стороны, в США были довольно заметны и антибританские настроения, особенно среди немцев и выходцев из Ирландии. До начала 1917 года американская пресса симпатизировала Британии и Франции не больше, чем Германии, а подавляющее большинство американцев хотели бы избежать вступления США в войну в Европе.
Сначала в США Телеграмма большинством населения была воспринята как фальшивка, изготовленная британской разведкой. Это убеждение (которое разделяли не только пацифисты и немецкие лоббисты) поддерживалось германскими и мексиканскими дипломатами, а также некоторыми американскими газетами, в частности газетами американского медиамагната Уильяма Херста.
Все сомнения развеял сам Артур Циммерман. 29 марта по неизвестным причинам он заявил об аутентичности текста телеграммы. Это послужило причиной его смещения со своего поста в тот же день.
1 февраля Германия возобновила свою неограниченную подводную войну, вызвавшую многочисленные жертвы среди гражданских лиц, включая американских пассажиров английских кораблей. Это вызвало рост антигерманских чувств в Соединённых Штатах, а Телеграмма значительно их усилила. Особенно оскорбительным американцы считали тот факт, что она была передана по дипломатическому каналу связи США. Американская общественность окончательно поверила в подлинность Телеграммы и вступление США в войну стало неизбежным.

## Реакция Мексики

На карте показана территория Мексики в 1917 году (тёмно-зелёным); территория, обещанная Мексике в Телеграмме (светло-зелёным) и первоначальная мексиканская территория (красная линия)

Получив предложение Циммермана о военном союзе с Германией, президент Мексики Венустиано Карранса запросил мнение  командования мексиканской армии о перспективах войны с США.
Командование вооружённых сил Мексики полностью исключило возможность ведения такой войны по целому ряду причин:
- Попытка захватить прежние территории неизбежно привела бы к полномасштабной войне с Соединёнными Штатами, которая могла завершиться только поражением Мексики хотя бы из-за огромного неравенства сил: население Мексики в 1917 составляло около 15 миллионов человек, тогда как в США проживало 103 миллиона, не говоря уже о многократном перевесе США в экономической мощи.
- В Мексике в это время шла гражданская война и правительство не контролировало значительную часть территории страны. В случае вступления в войну с Соединёнными Штатами американцы легко могли парализовать военные усилия Мексики, оказав поддержку антиправительственным силам.
- Вне зависимости от размера германская финансовая помощь была бы бесполезна для ведения войны против США: Мексика не смогла бы приобрести оружие, боеприпасы и прочее снаряжение, так как в то время единственным крупным производителем оружия на Американском континенте были только США. Поскольку Королевский военно-морской флот контролировал все морские пути в Атлантике, Германии не удалось бы доставить сколь-нибудь достаточное количество оружия в Мексику.
- Даже если бы Мексика получила все необходимые средства для захвата территории, ей было очень трудно контролировать многочисленное англоговорящее население возвращенных территорий, к тому же располагавшим большим количеством огнестрельного оружия.

В такой ситуации правительство Мексики, внутриполитическое положение которого было очень шатким, не могло решиться ещё и на войну с очень сильным северным соседом.

В военном отношении планы Германии, о которых сообщалось в телеграмме, были бессмысленны. Мексику раздирала гражданская война, её экономика лежала в руинах, а армия не представляла серьёзной военной силы, у неё не было даже достаточного количества патронов.
Учитывая эти и другие неблагоприятные обстоятельства, президент Мексики Венустиано Карранса отверг предложение Циммермана 14 апреля. К тому времени США уже объявили Германии войну.

## Реакция Японии
Правительство Японии, еще одно государство, упомянутое в телеграмме Циммермана, уже участвовало в Первой мировой войне на стороне союзных держав против Германии. Позднее японское правительство опубликовало заявление о том, что Япония не заинтересована в смене сторон и нападении на США.

## Соединённые Штаты объявляют войну Германии

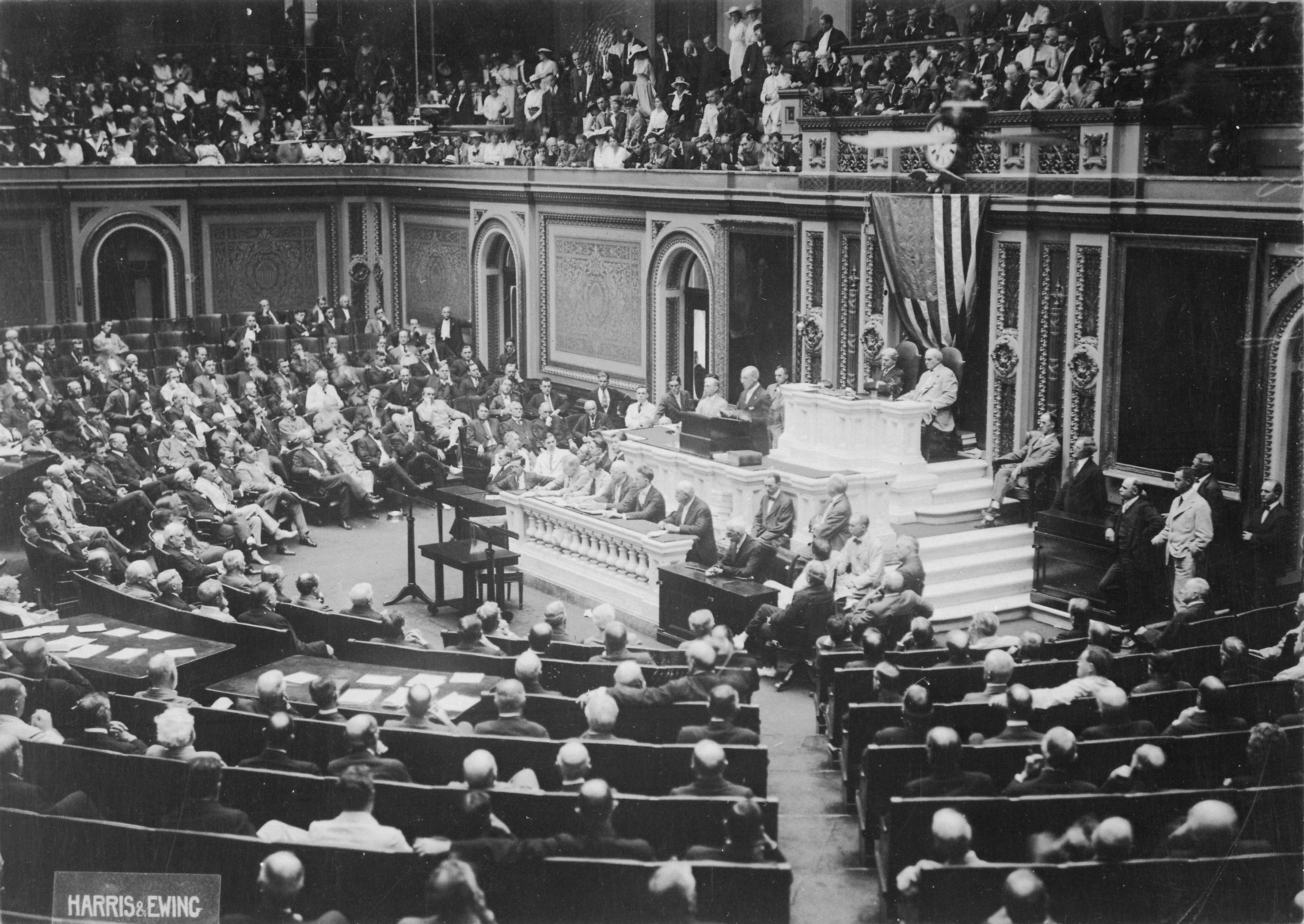
Президент Вильсон перед Конгрессом. Заседание 3 февраля 1917 года

Вильсон предложил Конгрессу усилить вооружение американских кораблей, чтобы они могли противостоять возможным атакам германских подводных лодок. Несколько дней спустя, 2 апреля 1917 года, он поставил перед Конгрессом вопрос об объявлении войны Германии. 6 апреля 1917 года Конгресс дал согласие. Соединённые Штаты вступили в Первую мировую войну.
Телеграмма была не единственной причиной, подтолкнувшей США к объявлению войны. Немецкие подлодки топили корабли Соединённых Штатов и корабли с гражданами США на борту. Пассажирский лайнер «Лузитания» был потоплен у побережья Ирландии в 1915 году. «Лузитания», однако, шла под флагом воюющего государства (Великобритании) и находилась в районе боевых действий, а немцы заранее предупредили об опасности, связанной с нахождением на этом корабле. Уверенные, что граждане нейтральных стран имеют право свободно плавать на подобных судах, США проигнорировали эти предупреждения.
Немецкими подлодками были потоплены и другие корабли США: «Хаузатоник» («Housatonic») в феврале 1917 года в Бискайском заливе и «Калифорния» (California) у побережья Ирландии.

## Исторический постскриптум
Долгое время оригинал телеграммы считался утерянным. Основная масса документов, касающихся Первой мировой войны, была уничтожена по приказу главы военно-морской разведки адмирала Реджинальда Холла. В Национальном архиве Великобритании сохранилась только фотокопия, что впоследствии даже дало повод историкам считать, что «Телеграмма Циммермана» была фальшивкой.
В октябре 2005 года анонимный британский историк, занимающийся изучением истории Государственного штаба коммуникаций (разведывательной организации, занимавшейся перехватом сообщений), сообщил, что по его словам, ему удалось найти оригинал документа с автографом Р.  Холла: «Этот документ передан Пейджу и показан президенту». «У меня есть все основания считать, что я нашел оригинал», — заявил историк.